# 무크 (밴드)
무크(일본어: ムック  Mukku [*], 영어:  Mucc)는 일본의 비주얼계 록 밴드이다.

## 멤버
- Tatsuo "Tatsurou" Iwakami (岩上達郎, 逹瑯) - 보컬

1979년 8월 21일생
- Masaaki "Miya" Yaguchi (矢口雅哲) - 기타

1979년 7월 26일생
- Yuusuke "YUKKE" Fukuno (福野優介) - 베이스

1979년 11월 5일생
- Satoshi "SATOchi" Takayasu (高安悟史, SATOち) - 드럼

1979년 8월 12일생

## 음반 목록

### 앨범
- Tsuuzetsu (痛絶, 2001년 1월 7일)
- Houmura Uta (葬ラ謳, 2002년 9월 6일)
- Zekuu (是空, 2003년 9월 3일)
- Kuchiki no Tou (朽木の灯, 2004년 9월 1일)
- Houyoku (鵬翼, 2005년 11월 23일)
- 6 (2006년 4월 26일)
- Gokusai (極彩, 2006년 12월 6일)
- Shion (志恩, 2008년 3월 26일)
- Kyuutai (球体, 2009년 3월 4일)
- coupling worst (カップリング・ベスト, 2009년 8월 12일)
- karma (カルマ, 2010년 10월 6일 )
- Shangri-la (シャングリラ, 2012년 11월 28일 )
- THE END OF THE WORLD (THE END OF THE WORLD, 2014년 6월 25일 )
- Myakuhaku (脈拍, 2017년 1월 25일)